# Odnożyca mączysta

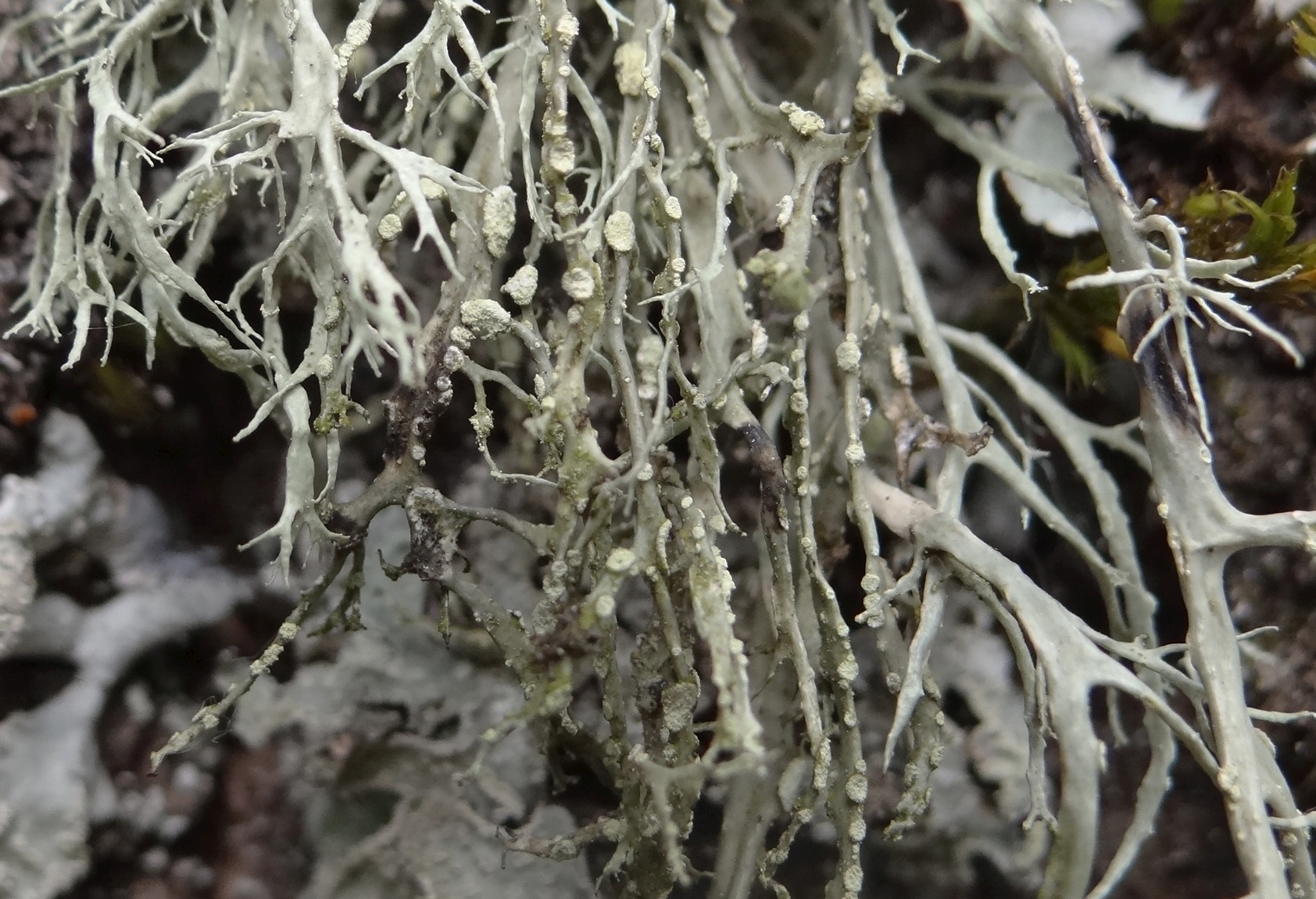
Plecha z soraliami

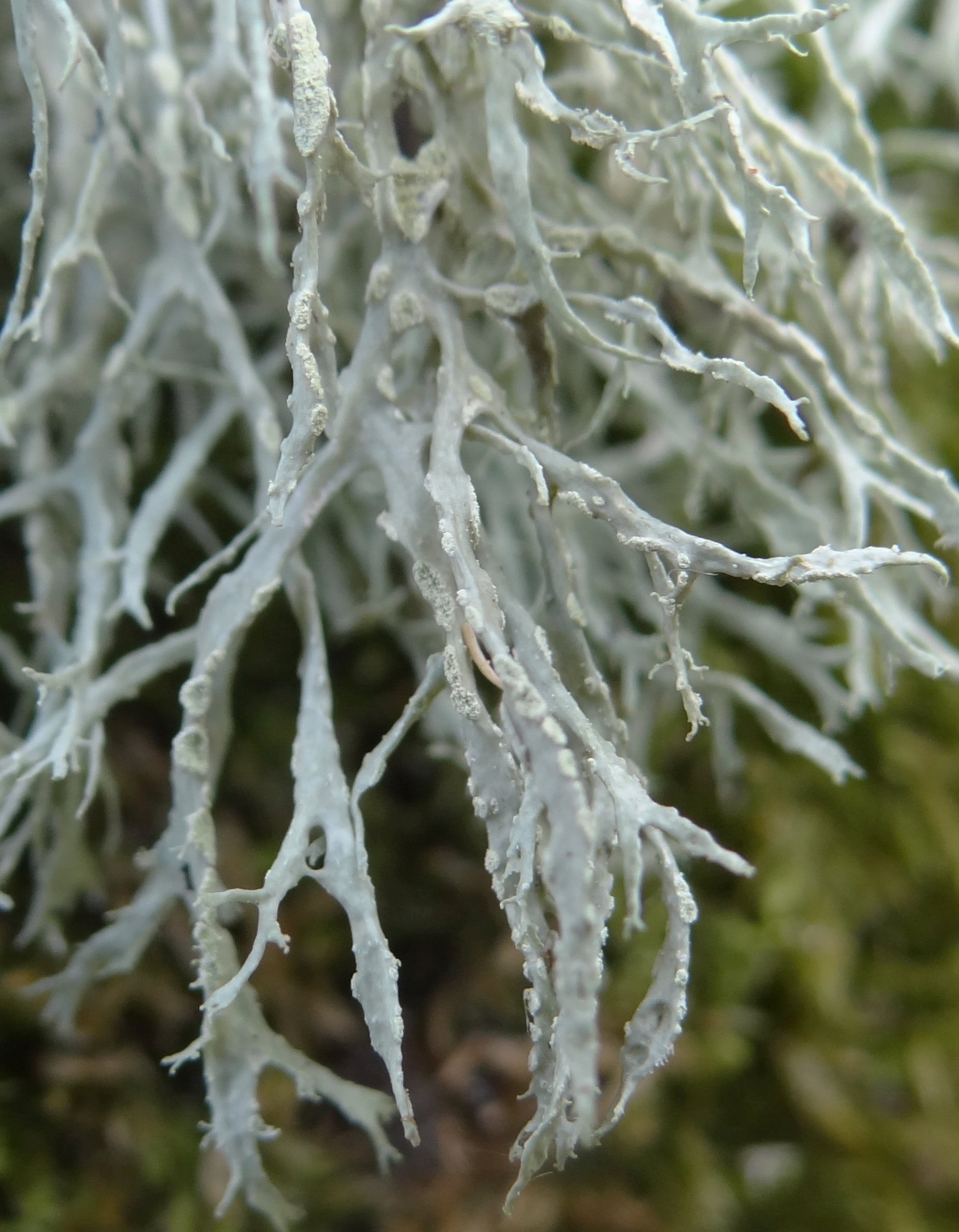

Odnożyca mączysta (Ramalina farinacea (L.) Ach.) – gatunek grzybów należący do rodziny odnożycowatych (Ramalinaceae). Ze względu na współżycie z glonami zaliczany jest do porostów.

## Systematyka i nazewnictwo
Pozycja w klasyfikacji według Index Fungorum: Ramalina, Ramalinaceae, Lecanorales, Lecanoromycetidae, Lecanoromycetes, Pezizomycotina, Ascomycota, Fungi.
Po raz pierwszy takson ten zdiagnozował w 1753 r. Karol Linneusz nadając mu nazwę Lichen farinaceus. Obecną, uznaną przez Index Fungorum nazwę nadał mu w 1873 r. Erik Acharius, przenosząc go do rodzaju Ramalina.
Synonimów nazwy naukowej jest ponad 20. Wyróżniono wiele form, odmian i podgatunków. Wiele z nich to według Index Fungorum synonimy. Są nimi m.in:
- Ramalina farinacea subsp. reagens (B. de Lesd.) Werner 1954
- Ramalina farinacea var. hypoprotocetrarica (W.L. Culb.) D. Hawksw. 1969
- Ramalina farinacea var. multifida Ach. 1810
- Ramalina farinacea var. pendulina (Ach.) Ach. 1810
- Ramalina farinacea var. phalerata (Ach.) Ach. 1810
- Ramalina farinacea var. reagens B. de Lesd. 1920

Nazwa polska według Krytycznej listy porostów i grzybów naporostowych Polski.

## Morfologia
Plecha krzaczkowata, albo listkowato krzaczkowata, sztywna, zwisająca lub odstająca od podłoża. Zazwyczaj ma długość do 10 cm, czasami do 15 cm. Przyrasta do podłoża cienką i jasną nasadą. Powierzchnia matowa lub lśniąca, barwa białozielonawa, szarozielonawa lub słomkowożółta. Rozgałęzia się widełkowato, jest nieco pofałdowana podłużnie, czasami dołeczkowana. Jej odcinki mają szerokość 0,5-2(5) mm, są spłaszczone, jednakowe na obydwu stronach i mają zaokrąglone brzegi. W kierunku szczytu są coraz węższe i na szczytach zaokrąglone.
Prawie zawsze na plesze występują soralia. Zazwyczaj wyrastają na brzegach odcinków, rzadziej na ich płaskiej stronie. Mają eliptyczny lub kolisty kształt i białawą lub żółtawą barwę. Owocniki natomiast pojawiają się bardzo rzadko. Są to apotecja lekanorowe o średnicy 2–5 mm. Wyrastają na brzegach odcinków, mają jasne i delikatnie białawo lub zielonawo przyprószone tarczki. Brzeżek zanika wcześnie. W każdym worku powstaje po 8 askospor. Są 2-komórkowe, o kształcie elipsoidalnym lub wrzecionowatym, proste, i mają rozmiar 10–16 × 4,5–7 μm. Pyknid nie zaobserwowano.
Reakcje barwne: kora K-, C, KC + żółty, P-; rdzeń K + żółty lub żółto-ciemnoczerwony, C-, KC-, P + żółtawopomarańczowy. Kwasy porostowe: w korze kwas usninowy, w rdzeniu kwas protocetrariowy, kwas norstiktowy i śladowe ilości kwasu salazynowego.
Bardzo podobna jest odnożyca opylona (Ramalina pollinaria). Odróżnia się m.in. soraliami – nie mają regularnie owalnego czy kolistego kształtu, ale są płatowate i wyrastają zarówno na brzegach odcinków, jak i na ich płaskiej stronie. Odcinki plechy ma często wcinane lub ząbkowane.

## Występowanie i siedlisko
Odnożyca mączysta jest szeroko rozprzestrzeniona na całej kuli ziemskiej. Poza Antarktydą występuje na wszystkich kontynentach, a także na wielu wyspach. Granica jej północnego zasięgu geograficznego biegnie przez prowincje Québec w Kanadzie, Islandię, Półwysep Skandynawski (63 stopień szerokości geograficznej) i republikę Komi w Rosji (64 stopień szerokości geograficznej). W Polsce opisano jej występowanie na obszarze całego kraju na licznych stanowiskach. Jest jednak dość rzadka. Znajduje się na Czerwonej liście roślin i grzybów Polski. Ma status VU – gatunek w sytuacji wysokiego ryzyka wymarcia w stanie dzikim. W Polsce podlega ochronie częściowej.
Rośnie najczęściej na samotnych drzewach lub w parkach, czasami także w świetlistych lasach, głównie na drzewach liściastych, rzadziej iglastych. Rozwija się na korze, rzadko na drewnie lub na skałach. Nie jest związana z określonym gatunkiem drzewa, opisano jej występowanie na wielu gatunkach drzew.